# Tân Hồng (phường)
Tân Hồng là một phường thuộc thành phố Từ Sơn, tỉnh Bắc Ninh, Việt Nam.

## Địa lý
Phường Tân Hồng nằm ở phía đông nam thành phố Từ Sơn, có vị trí địa lý:
- Phía đông giáp phường Đồng Nguyên và huyện Tiên Du
- Phía tây giáp các phường Đông Ngàn và Đình Bảng
- Phía nam giáp phường Phù Chẩn
- Phía bắc giáp các phường Đông Ngàn và Đồng Nguyên.

Phường có diện tích 4,91 km², dân số năm 2008 là 11.291 người, mật độ dân số đạt 2.299 người/km².

## Lịch sử
Trước Cách mạng Tháng Tám năm 1945, địa bàn phường Tân Hồng hiện nay tương ứng với ba xã Phù Lưu, Đại Đình và Dương Lôi thuộc tổng Phù Lưu, huyện Đông Ngàn.
Sau Cách mạng tháng Tám năm 1945, đơn vị hành chính cấp tổng bị giải thể, đơn vị hành chính cấp xã cũ được giữ nguyên và trực thuộc huyện Từ Sơn.
Ngày 9 tháng 7 năm 1949, Ủy ban Kháng chiến Hành chính Liên khu I ra Quyết định số 422PC/2 sáp nhập ba xã Dương Lôi, Đại Đình và Phù Lưu thành xã Tân Hồng.
Ngày 24 tháng 9 năm 2008, Chính phủ ban hành Nghị định 01/NĐ-CP. Theo đó:
- Chuyển huyện Từ Sơn thành thị xã Từ Sơn
- Điều chỉnh 39,6 ha diện tích tự nhiên và 2.477 người của xã Tân Hồng về phường Đông Ngàn mới thành lập
- Thành lập phường Tân Hồng thuộc thị xã Từ Sơn trên cơ sở toàn bộ 491,20 ha diện tích tự nhiên và 11.291 người còn lại của xã Tân Hồng.

Ngày 1 tháng 11 năm 2021, thành lập thành phố Từ Sơn trên cơ sở toàn bộ diện tích và dân số của thị xã Từ Sơn, phường Tân Hồng thuộc thành phố Từ Sơn như hiện nay.